# Nationaal park Frank Hann
Het nationaal park Frank Hann is een nationaal park aan de grens van de regio's South West en Goldfields-Esperance in West-Australië.
In 1901 verkende landmeter en ontdekkingsreiziger Frank Hann de streek. Het nationaal park werd naar hem vernoemd toen het op 30 oktober 1970 officieel werd uitgeroepen.
Het nationaal park Frank Hann ligt 517 kilometer ten oostzuidoosten van de West-Australische hoofdstad Perth, 410 kilometer ten noordoosten van Albany en 250 kilometer ten noordwesten van Esperance. Het meest nabij gelegen plaatsje is Lake King.
Het nationaal park heeft geen faciliteiten zoals wc's of plaatsen om te overnachten. Bezoekers kunnen met de wagen over de 'Lake King-Norseman Road' door het park rijden. Van september tot januari kan men er een grote verscheidenheid aan wilde bloemen waarnemen waaronder de Verticordia chrysantha, Verticordia picta, Verticordia mitchelliana en de Verticordia eriocephala.
Op plaatsen met diepe zandgrond groeien de Eucalyptus gracilis, Eucalyptus eremophila, Eucalyptus pileata, Eucalyptus foecunda en de Eucalyptus longicornis. Op plaatsen met overwegend struikgewas groeit Banksia elderiana, Banksia lemanniana, Banksia violacea en Melaleuca uncinata.